# Половинка (Оханский район)
Половинка — деревня в Оханском городском округе Пермского края России.

## Географическое положение
Деревня расположена на расстоянии примерно 2 километра на запад от города Оханск по дороге Оханск-Острожка (региональная автодорога «Дыбки — Таборы — Оханск»).

## История
Известна с 1800 года как деревня Половинная (название отмечало , что деревня находится на полпути между Оханском и деревней Притыка, бывшей когда-то центром Подгородней волости). С 2006 по 2018 год входила в состав Тулумбаихинского сельского поселения Оханского района. После упразднения обоих муниципальных образований стала рядовым населенным пунктом Оханского городского округа.

## Климат
Климат умеренно - континентальный. Наиболее теплым месяцем является июль, средняя максимальная температура которого 24,8°С, а самым холодным январь со среднемесячной температурой - 17,3°С. Среднегодовая температура 2,1°С.

## Население
Постоянное население составляло 211 человек (93% русские) в 2002 году,  181 человек в 2010 году.   